# كأس جنوب إفريقيا 2013–14
كأس جنوب أفريقيا 2013–14 هو موسم من كأس جنوب أفريقيا. فاز فيه أورلاندو بيراتس.